# 三氯化銻
三氯化锑是一个无机化合物，化学式为SbCl3。

## 制备
由銻與氯作用或將三硫化二锑溶解於鹽酸中製得。用於製藥物、色澱及銻鹽等，也用作媒染劑、有機合成中的氣化劑和催化劑以及化學試劑等。

## 物理性质
三氯化锑溶於稀鹽酸、醇、苯、二硫化碳、氯仿、四氯化碳、乙醚、丙酮等中。也溶于液体二氧化硫、液体硫化氢以及酒石酸等各种无机液体。
三氯化锑本身也是一种溶剂，可以溶解一些物质，如碘等。

## 化学性质

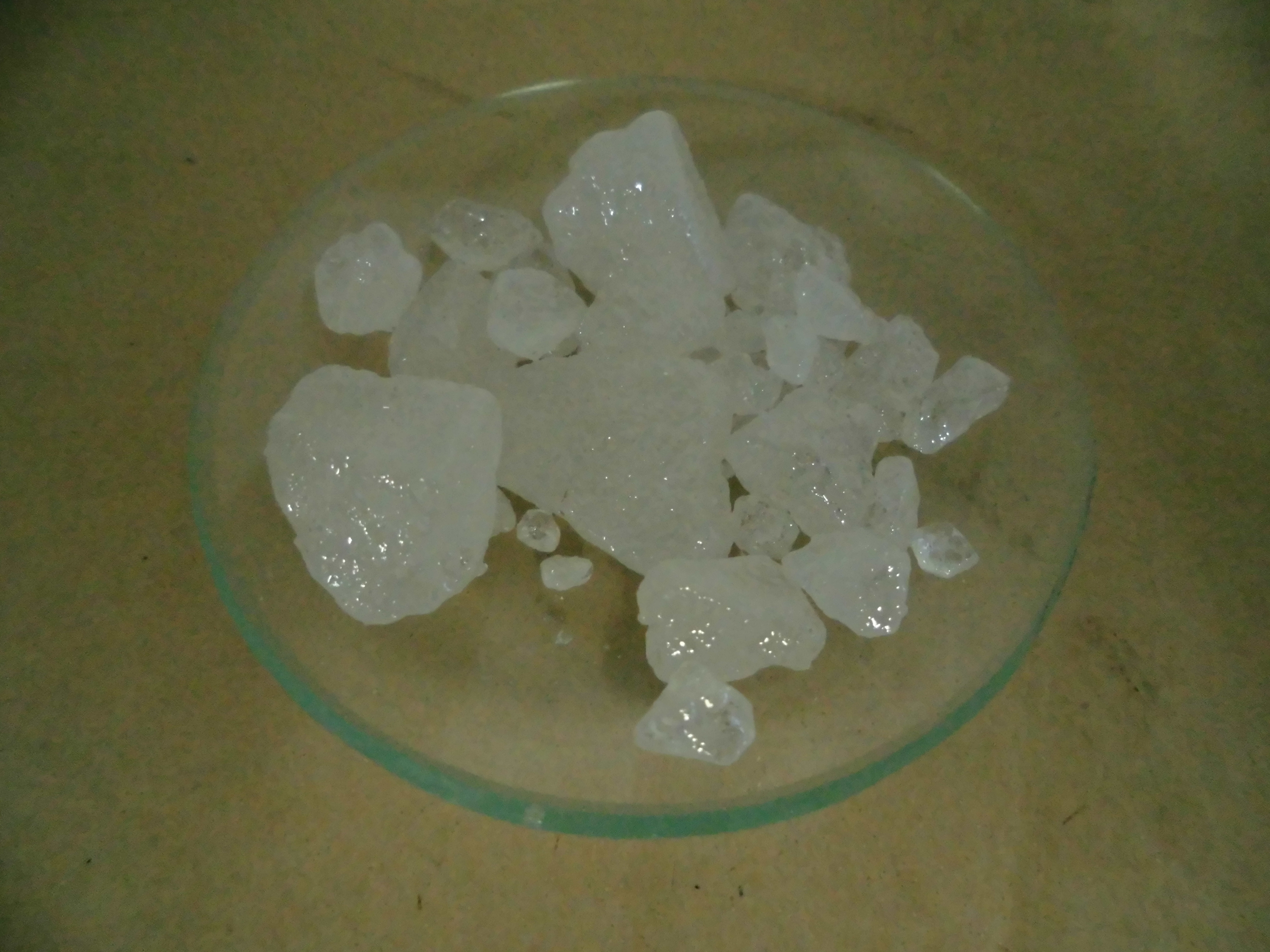
三氯化锑具有吸湿性，在空气中开始潮解

三氯化锑遇到水发生水解，生成氯氧化銻（SbOCl），因此，在配制三氯化锑水溶液时，需要先用浓盐酸溶解来抑制水解，再稀释。
三氯化锑可以和维生素A在氯仿中形成蓝色的加合物：
SbCl3 + C20H29OH → C20H29OH·SbCl3
和维生素D在氯仿中形成橙色化合物。
和二氧杂环己烷在甲醇中反应，可以得到配合物SbCl3·[(CH2)4O2]1.5（白色）：
SbCl3 + 1.5 (CH2)4O2 → SbCl3·[(CH2)4O2]1.5
和视黄醇在氯仿中反应，形成蓝色可溶物，并在数秒内稳定。

## 安全
- 危害： 會經由吸入、食入以及皮膚吸收，造成人體健康危害，且高濃度的三氯化銻對眼睛、皮膚甚至呼吸道等，有強烈的刺激性，也可能因此而引發支氣管炎、肺水腫等呼吸方面疾病。 严重时可导致死亡[5]。

- 特性：當遇到受熱或者水分解，則會釋放出有毒的氯化氢腐蝕性煙霧。若經燃燒分解，會產生氯化物。

## 處理方式
- 隔離污染區，周圍設置警告標語，處理人員需配戴呼吸器及穿著化學防護衣。避免直接接觸。
- 不慎皮膚接觸，須立即用大量清水沖洗，若有灼傷，則必須送醫治療。若是眼睛接觸，需用清水沖洗，或者使用少許碳酸氫鈉溶液沖洗。
- 不慎吸食，則必要時對患者使用人工呼吸，然後盡速就醫。若是食入，患者清醒的情況下可給予漱口，然後送醫。

## 用途
利用三氯化锑的水解可以用来制备三氧化二锑：
SbCl3 + H2O → Sb(OH)Cl2 + HCl
Sb(OH)Cl2 + H2O → Sb(OH)2Cl + HCl
Sb(OH)2Cl → SbOCl + HCl
4 SbOCl + H2O → Sb2O3·2SbOCl + 2 HCl
生成的Sb2O3·2SbOCl和Na2CO3溶液反应，可脱去氯：
Sb2O3·2SbOCl + Na2CO3 → 2Sb2O3 + 2NaCl + CO2↑
此外，三氯化锑还是一些反应中的催化剂。

## 外部連結
- Jmol 三維圖像（页面存档备份，存于）